# The Interview (film, 1998)
Pour les articles homonymes, voir Interview (homonymie).
Pour plus de détails, voir Fiche technique et Distribution.
The Interview est un film australien réalisé par Craig Monahan, sorti en 1998. Ce huis clos dont l'action se déroule quasi exclusivement dans une salle d'interrogatoire a remporté l'AFI Award du meilleur film.

## Synopsis
Eddie Rodney Fleming a récemment perdu sa femme et son travail. Il est arrêté par deux inspecteurs qui l'emmènent en salle d'interrogatoire pour le questionner au sujet d'une voiture volée. Alors que l'interrogatoire devient de plus en plus agressif, il apparaît que l'inspecteur Steele et son adjoint Prior soupçonnent Fleming d'être un tueur en série et que les deux policiers sont eux-mêmes surveillés à leur insu par les affaires internes. 

## Fiche technique
- Titre original : The Interview
- Titre français vidéo : Un suspect idéal
- Réalisation : Craig Monahan
- Scénario : Craig Monahan et Gordon Davie
- Photographie : Simon Duggan
- Montage : Suresh Ayyar
- Musique : David Hirschfelder
- Décors : Richard Bell
- Costumes : Jeanie Cameron
- Production : Bill Hughes
- Société de production : Pointblank Pictures
- Pays d'origine :  Australie
- Langue originale : anglais
- Format : Couleurs - 1,85:1 - Dolby Digital - 35 mm
- Genre : Thriller psychologique
- Durée : 104 minutes
- Date de sortie : 
  -  Australie : 20 août 1998

## Distribution
- Hugo Weaving : Eddie Rodney Fleming
- Tony Martin : inspecteur John Steele
- Aaron Jeffery : inspecteur adjoint Wayne Prior
- Paul Sonkkila : inspecteur Jackson
- Michael Caton : Barry Walls
- Peter McCauley : inspecteur Hudson
- Glynis Angel : inspecteur Robran

## Accueil
Il a reçu un accueil critique très favorable, recueillant 100 % d'avis positifs, avec une note moyenne de 7,3/10 et sur la base de 8 critiques collectées, sur le site Rotten Tomatoes.
En 1999, il a remporté 3 récompenses lors des AFI Awards : meilleur film, meilleur acteur (Hugo Weaving) et meilleur scénario original, et a été nommé dans 6 autres catégories.